# Gortyna franciscae
Gortyna franciscae är en fjärilsart som beskrevs av Turati 1913. Gortyna franciscae ingår i släktet Gortyna och familjen nattflyn. Inga underarter finns listade i Catalogue of Life.